# Лим Хён Гю
Лим Хён Гю (кор. 임현규; 16 января 1985, Сеул) — корейский боец смешанного стиля, представитель средней и полусредней весовых категорий. Выступает на профессиональном уровне начиная с 2006 года, известен по участию в турнирах таких бойцовских организаций как UFC, M-1 Global, Deep, владел титулом чемпиона PXC в полусреднем весе.

## Биография
Лим Хён Гю родился 16 января 1985 года в Сеуле. Заниматься единоборствами начал в возрасте тринадцати лет, первое время практиковал бокс, позже перешёл в тхэквондо и ещё подростком добился в этой дисциплине чёрного пояса, хотя рассматривал это занятие всего лишь как хобби. Проходил срочную службу в армии Южной Кореи, после чего начал сотрудничать с новым тренером и готовился к поединкам по ММА.

### Начало карьеры
Дебютировал в смешанных единоборствах в феврале 2006 года, спустя три месяца после начала тренировок, в местном промоушене Spirit MC победил своего первого соперника единогласным решением судей. Во втором бою была зафиксирована ничья, а третий завершился поражением — в первом же раунде американец Грег Сато поймал его на «рычаг локтя» и заставил сдаться. В дальнейшем одержал четыре победы подряд, выступая на турнирах Deep и M-1 Challenge. В 2009 году встречался с известным российским самбистом Дмитрием Самойловым, но по итогам двух раундов проиграл ему единогласным судейским решением. В период 2011—2012 годов активно выступал в тихоокеанском промоушене Pacific Xtreme Combat, где выиграл четыре поединка и завоевал титул чемпиона в полусредней весовой категории.

### Ultimate Fighting Championship
Имея в послужном списке десять побед и только три поражения, Лим привлёк к себе внимание крупнейшей американской бойцовской организации Ultimate Fighting Championship и подписал с ней долгосрочный контракт. Должен был дебютировать здесь ещё в ноябре 2012 года на турнире UFC on Fuel TV 6 в поединке против бразильца Марселу Гимарайнса, однако Гимарайнс травмировался и был заменён Дэвидом Митчеллом, а незадолго до взвешивания бой вовсе отменили, поскольку врачи UFC посчитали, что Лим не в состоянии провести поединок. Бой между Лимом и Гимарайнсом всё же состоялся в марте 2013 года, в итоге кореец нокаутировал своего соперника во втором раунде.
Далее Лим Хён Гю нокаутировал немца Паскаля Краусса и проиграл единогласным решением судей представителю Бельгии Тареку Саффедину — оба этих поединка были признаны лучшими боями вечера. В сентябре 2014 года техническим нокаутом в первом раунде победил японца Такэнори Сато, после чего в мае 2015 года техническим нокаутом проиграл американцу Нилу Магни.
Ожидается, что в августе 2016 года на UFC 202 он встретится в октагоне с россиянином Султаном Алиевым.

## Достижения и награды
- Pacific Xtreme Combat
  - Чемпион PXC в полусреднем весе (один раз)
- Ultimate Fighting Championship
  - Лучший бой вечера (дважды)
- MMAJunkie.com
  - Январь 2014 — Лучший бой месяца (против Тарека Саффедина)[10]

## Статистика в профессиональном ММА
| Боёв 22  | Побед 14 | Поражений 7 |
| -------- | -------- | ----------- |
| Нокаутом | 10       | 2           |
| Сдачей   | 2        | 2           |
| Решением | 2        | 3           |
| Ничьи    | 1        | 1           |

| Результат | Рекорд | Соперник          | Способ                       | Турнир                                 | Дата             | Раунд | Время | Место                   | Примечание                                    |
| --------- | ------ | ----------------- | ---------------------------- | -------------------------------------- | ---------------- | ----- | ----- | ----------------------- | --------------------------------------------- |
| Победа    | 14-7-1 | Игорь Свирид      | Единогласное решение         | Double G FC 1                          | 18 ноября 2018   | 3     | 5:00  | Сеул, Южная Корея       | Бой в среднем весе.                           |
| Поражение | 13-7-1 | Даити Абэ         | Единогласное решение         | UFC Fight Night: Saint Preux vs. Okami | 23 сентября 2017 | 3     | 5:00  | Сайтама, Япония         |                                               |
| Поражение | 13-6-1 | Майк Перри        | TKO (удары руками)           | UFC 202                                | 20 августа 2016  | 1     | 3:38  | Лас-Вегас, США          |                                               |
| Поражение | 13-5-1 | Нил Магни         | TKO (удары руками)           | UFC Fight Night: Edgar vs. Faber       | 16 мая 2015      | 2     | 1:24  | Пасай, Филиппины        |                                               |
| Победа    | 13-4-1 | Такэнори Сато     | TKO (удары локтями)          | UFC Fight Night: Hunt vs. Nelson       | 20 сентября 2014 | 1     | 1:18  | Сайтама, Япония         |                                               |
| Поражение | 12-4-1 | Тарек Саффедин    | Единогласное решение         | UFC Fight Night: Saffiedine vs. Lim    | 4 января 2014    | 5     | 5:00  | Марина-Бэй, Сингапур    | Лучший бой вечера.                            |
| Победа    | 12-3-1 | Паскаль Краусс    | KO (колено и руки)           | UFC 164                                | 31 августа 2013  | 1     | 3:58  | Милуоки, США            | Лучший бой вечера.                            |
| Победа    | 11-3-1 | Марселу Гимарайнс | KO (колено и руки)           | UFC on Fuel TV: Silva vs. Stann        | 3 марта 2013     | 2     | 4:00  | Сайтама, Япония         |                                               |
| Победа    | 10-3-1 | Райан Биглар      | Сдача (гильотина)            | Pacific Xtreme Combat 32               | 28 июля 2012     | 1     | 0:53  | Мангилао, Гуам          | Бой за титул чемпиона PXC в полусреднем весе. |
| Победа    | 9-3-1  | Такахиро Каванака | TKO (остановлен секундантом) | Pacific Xtreme Combat 30               | 3 марта 2012     | 1     | 1:12  | Мангилао, Гуам          |                                               |
| Победа    | 8-3-1  | Феррид Хедер      | TKO (удары руками)           | Pacific Xtreme Combat 27               | 29 октября 2011  | 1     | N/A   | Мангилао, Гуам          |                                               |
| Победа    | 7-3-1  | Росс Эбанес       | TKO (удары руками)           | Pacific Xtreme Combat 26               | 20 августа 2011  | 1     | 1:44  | Манила, Филиппины       |                                               |
| Победа    | 6-3-1  | Слейд Адельбай    | TKO (удары руками)           | Rites of Passage 8: Fearless           | 12 февраля 2010  | 1     | 3:10  | Сайпан, СМО             | Бой в среднем весе.                           |
| Поражение | 5-3-1  | Дмитрий Самойлов  | Единогласное решение         | M-1 Challenge 12: USA                  | 21 февраля 2009  | 2     | 5:00  | Такома, США             | Бой в среднем весе.                           |
| Поражение | 5-2-1  | Макс Фернандес    | Сдача (замок ахилла)         | Heat 8                                 | 14 декабря 2008  | 1     | 1:22  | Токио, Япония           |                                               |
| Победа    | 5-1-1  | Брэндон Магана    | Сдача (рычаг локтя)          | M-1 Challenge 6: Korea                 | 29 августа 2008  | 2     | 3:58  | Южная Корея             | Бой в среднем весе.                           |
| Победа    | 4-1-1  | Нобору Ониси      | TKO (остановлен врачом)      | Deep: 35 Impact                        | 19 мая 2008      | 2     | 0:48  | Токио, Япония           |                                               |
| Победа    | 3-1-1  | Лусиу Линарес     | KO (удар рукой)              | M-1 Challenge 2: Russia                | 3 апреля 2008    | 1     | 0:17  | Санкт-Петербург, Россия | Бой в среднем весе.                           |
| Победа    | 2-1-1  | Хироси Масабути   | TKO (удары руками)           | Heat — Heat 6                          | 30 марта 2008    | 1     | 3:47  | Айти, Япония            |                                               |
| Поражение | 1-1-1  | Грег Сото         | Сдача (рычаг локтя)          | World Best Fighter: USA vs. Asia       | 3 февраля 2007   | 1     | 0:58  | Атлантик-Сити, США      | Бой в полусреднем весе.                       |
| Ничья     | 1-0-1  | Ким Джик Ён       | Ничья                        | Spirit MC: Interleague 4               | 19 августа 2006  | 3     | 5:00  | Сеул, Южная Корея       | Бой в среднем весе (80 кг).                   |
| Победа    | 1-0    | Ан Сон Ёль        | Единогласное решение         | Spirit MC: Interleague 3               | 11 февраля 2006  | 2     | 5:00  | Сеул, Южная Корея       | Бой в среднем весе (80 кг).                   |